# Бромид железа(II)
Броми́д желе́за(II) (дибромид железа, двубромистое железо) — неорганическое соединение, соль металла железа и бромистоводородной кислоты с формулой FeBr2,
жёлтые кристаллы,
хорошо растворимые в воде,
образует кристаллогидраты.

## Получение
- Действие брома, бромоводорода или бромида аммония на железо:

{\displaystyle {\mathsf {Fe+Br_{2}\ {\xrightarrow {}}\ FeBr_{2}}}}
{\displaystyle {\mathsf {Fe+2HBr\ {\xrightarrow {}}\ FeBr_{2}+H_{2}}}}
{\displaystyle {\mathsf {Fe+2NH_{4}Br\ {\xrightarrow {}}\ FeBr_{2}+2NH_{3}+H_{2}}}}
- Разложение при нагревании бромида железа(II,III) Fe3Br8:

{\displaystyle {\mathsf {Fe_{3}Br_{8}\ {\xrightarrow {400-500^{o}C}}\ 3FeBr_{2}+Br_{2}}}}

## Физические свойства
Бромид железа(II) образует жёлтые кристаллы
тригональной сингонии,
пространственная группа P 3m1,
параметры ячейки a = 3,740 нм, c = 6,171 нм, Z = 1.
Хорошо растворяется в воде, этаноле, эфире, уксусной кислоте, ацетонитриле.
Образует кристаллогидраты состава FeBr2·n H2O, где n = 2, 4, 6, 9.
С аммиаком образует аддукты вида FeBr2·n NH3, где n = 1, 2, 4.

## Химические свойства
- Окисляется кислородом при нагревании на воздухе:

{\displaystyle {\mathsf {4FeBr_{2}+3O_{2}\ \xrightarrow {300^{o}C} \ 2Fe_{2}O_{3}+4Br_{2}\uparrow }}}
- Восстанавливается до железа водородом при нагревании:

{\displaystyle {\mathsf {FeBr_{2}+H_{2}\ \xrightarrow {T} \ Fe+2HBr\uparrow }}}
- При насыщении аммиаком в инертной атмосфере раствор бромида железа(II) возможно получить аммиакат:

{\displaystyle {\mathsf {FeBr_{2}+6NH_{3}\ \xrightarrow {\ } Fe(NH_{3})_{6}Br_{2}}}}

### Другие бромиды железа
- Бромид железа(III) FeBr3
- Бромид железа(II,III) Fe3Br8

### Другие галогениды железа(II)
- Фторид железа(II)
- Хлорид железа(II)
- Иодид железа(II)